# Złamanie rzekome

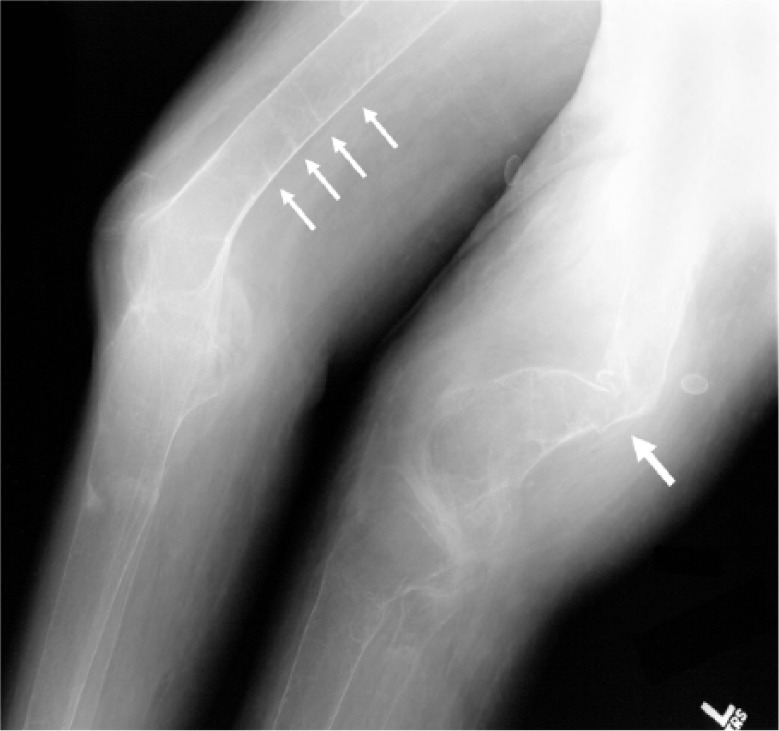
Zdjęcie rentgenowskie kości udowych, na którym widoczne są zniekształcenie kości spowodowane ciężką osteomalacją (duża strzałka) oraz liczne złamania rzekome (małe strzałki).

Złamanie rzekome in. pseudozłamanie, zespół Milkmana, strefa Loosera-Milkmana, Looserowskie strefy przebudowy, strefa Loosera (łac. pseudufracturae, syndroma Milkman ang. pseudofracture, Milkman's syndrome, Looser zones, cortical infractions, Milkman lines) – charakterystyczny dla osteomalacji obraz zmian radiologicznych w kościach u człowieka.

## Historia
Pierwszy przypadek został opisany na podstawie obrazu autopsyjnego przez angielskiego ortopedę Roberta Wiliama Parkera w 1881 roku, natomiast drugi w 1905 roku u czteroletniego dziecka z wyniszczeniem przez amerykańskiego ortopedę Henry’ego Feissa. W 1911 Albert Fromme opisał stwierdzone przez niemieckich ortopedów Hagemanna and Eringhausa specyficzne złamania kostne u pacjenta z zaawansowaną krzywicą. Pierwszy opis zmian radiologicznych charakteryzujących złamanie rzekome podał szwajcarski lekarz Emil Looser (1877–1936), u ofiar głodu w Europie Środkowej po I wojnie światowej. W 1930 oraz następnie w 1934 amerykański radiolog Louis Arthur Milkman (1895-1951) opisał takie same zmiany, jako samodzielną jednostkę chorobową. Pomimo że L. Milkman nie pominął w swojej pracy wkładu E. Loosera, to początkowo złamanie rzekome nosiło nazwę zespołu Milkmana.

## Definicja
Obecność w zdjęciu rentgenowskim linijnych zacienień prostopadłych do powierzchni kości o długości od kilku do kilkunastu milimetrów. Mogą występować w kości udowej, kości miednicznej, żebrach oraz zewnętrznych częściach łopatek.

## Mechanizm powstawania
Złamanie rzekome jest to albo złamanie przewlekłe, które zostało wygojone poprzez odkładanie się nieprawidłowo zmineralizowanej osseiny, albo też nadżerka kostna spowodowane tętnieniem tętnicy, na co wskazywałaby lokalizacja tych zmian, najczęściej po stronie przeciwnej do nich.

## Zastosowanie
Obecność złamań rzekomych w obrazie radiologicznym pozwala na pewne różnicowanie pomiędzy osteoporozą a osteomalacją.
W scyntygrafii kości złamania rzekome mają identyczny obraz jak mnogie przerzuty nowotworowe.